# Jelena Leonidowna Turyschewa
Jelena Leonidowna Turyschewa (russisch Елена Леонидовна Турышева; * 29. Januar 1986 in Swerdlowsk) ist eine ehemalige russische Skilangläuferin, die sich auf Sprintwettbewerbe spezialisiert hatte.

## Leben und Karriere
Nachdem Turyschewa ab 2006 vorwiegend bei FIS-Rennen gestartet war, nahm sie erstmals in der Saison 2007/08 an Rennen im Eastern Europe Cup teil. Nach mehreren Top-Ten-Platzierungen und einem dritten Platz beim Sprint in Krasnogorsk belegte sie am Ende der Saison den zwölften Platz in der Gesamtwertung des |Eastern Europe Cup. Guten Resultate bei den traditionellen Saisonvorbereitungswettkämpfen in Muonio ermöglichten Turyschewa die Nominierung für den Skilanglauf-Weltcup. Gleich bei ihrem ersten Einsatz im finnischen Kuusamo erreichte sie das Halbfinale und belegte den zehnten Platz. Im Laufe der Saison überstand sie mehrfach die Qualifikation für die Viertelfinalläufe und belegte am Ende den 36. Platz in der Gesamtwertung der Sprintwettbewerbe. Beim Verfolgungswettbewerb in Vancouver gelang ihr mit Platz erstmals der Gewinn von Weltcuppunkte in einem Distanzrennen. Bei der Winter-Universiade 2009 im chinesischen Harbin zog sie in den Finallauf ein, wo sie den fünften Platz belegte. Auch in der Saison 2009/10 konnte Turyschewa an die guten Leistungen des Vorjahres anknüpfen und wiederholte in Kuusamo ihre Platzierung aus dem Vorjahr. Im Januar 2010 erreichte sie in Rybinsk mit dem achten Platz im Sprint ihre beste Platzierung im Weltcup. Bei den Olympischen Winterspielen 2010 in Vancouver belegte sie den 35. Platz im Sprint. Letztmals im Weltcup startete sie im März 2010 in Oslo, wobei sie den 41. Platz im Sprint errang.